# Mademoiselle Lange
Pour les articles homonymes, voir Lange.
Mademoiselle Lange, nom de scène d’Anne-Françoise-Élisabeth Lange, est une actrice française et une « Merveilleuse » du Directoire, née le 17 septembre 1772 à Gênes et morte le 2 décembre 1825 à Florence,.

## Biographie

### Ses débuts
Fille de Charles-Antoine Lange (ou L'Ange) et de Marie-Rose Pitrot, musiciens et comédiens ambulants qui se produisaient à travers l'Europe, Mademoiselle Lange joue très jeune des rôles d'ingénues dans les troupes où ses parents se produisaient. En 1776, la famille est engagée au théâtre de Liège et, en 1784, on la retrouve au théâtre de Gand. En 1787, elle est engagée au théâtre de Tours dans la troupe de Marguerite Brunet dite « la Montansier ».
Le 2 octobre 1788, elle fait ses débuts à la Comédie-Française dans le rôle de Lindane de L'Écossaise de Voltaire et est ensuite Lucinde dans L'Oracle de Saint-Foix.
En 1791, lorsque les représentations de Charles IX de Marie-Joseph Chénier, pièce anti-religieuse et anti-monarchique, divisent la troupe du Théâtre-Français, elle suit d'abord le groupe dit « des patriotes », emmené par Talma, qui s'installe rue de Richelieu (actuelle salle de la Comédie-Française).

### Une gloire de la scène parisienne
Mais, estimant ne pas être reconnue à sa juste valeur, elle ne tarde pas à rejoindre la faction dite « des aristocrates » qui s'est installée au théâtre du faubourg Saint-Germain, rebaptisé théâtre de la Nation (actuel théâtre de l'Odéon). Le 24 février 1793, elle y crée le rôle de Laure dans Le Vieux Célibataire de Jean-François Collin d'Harleville. Elle y est reçue sociétaire en 1793. Elle triomphe dans le rôle de Paméla dans Paméla ou la Vertu récompensée de Nicolas-Louis François de Neufchâteau (d'après le roman de Samuel Richardson) et met à la mode le chapeau de paille dit « à la Paméla ». Mais on trouve à la pièce des accents royalistes : le théâtre est fermé par le Comité de salut public, l'auteur et les comédiens arrêtés.
Mademoiselle Lange est d'abord internée à la prison de Sainte-Pélagie, puis, après quelques mois de captivité, elle parvient à se faire transférer dans la pension Belhomme, avec son cuisinier, son valet et sa femme de chambre, où elle mène grand train grâce aux fonds du banquier Montz, si bien que la rue est pleine des voitures de ses visiteurs. Elle achète un hôtel particulier rue Saint-Georges.À la suite d'une dénonciation, Fouquier-Tinville ouvre une enquête qui débouche sur l'arrestation de Jacques Belhomme et la fermeture de l'établissement. Elle retourne en prison, mais de hautes protections lui permettent d'éviter la guillotine.
Libérée après Thermidor, elle entre au théâtre Feydeau et mène grande vie sous le Directoire. Nouvelle étoile de la  scène parisienne, elle y jouait en chef les rôles de jeunes amoureuses : Florestine dans La Mère coupable, Sophie dans Tom Jones à Londres, et dans le Père de famille, etc. ; elle suppléait quelquefois dans les grandes coquettes Louise Contat, destinée à la remplacer dans cet emploi, lorsque cette actrice aurait exclusivement adopté celui des mères nobles. Mademoiselle Lange savait se montrer tour à tour naïve, sensible et caressante ; elle ne manquait, selon Audiffret, ni de noblesse ni d’entente de la scène ; mais un embonpoint un peu précoce commençait à la rendre peu propre aux ingénuités, et faisait supposer qu’en voulant imiter Louise Contat, elle s’éloignait du naturel et de la simplicité. Sensible à ce reproche que Grimod de la Reynière ne lui ménagea pas dans son Censeur dramatique, mademoiselle Lange se corrigea de ce défaut par un travail forcé, et, pendant un long éloignement de mademoiselle Contat, elle interpréta remarquablement Julie dans la Coquette corrigée, madame Lisbon dans Heureusement et Céphise dans l’Erreur de l’Esprit. Mais son zèle se ralentit lorsqu’elle vit rentrer au théâtre Feydeau mademoiselle Mézeray, le 18 octobre 1797.

### Vie privée
Elle a eu une liaison avec le sieur Lieuthraud, fournisseur aux armées qui avait acquis, entre autres, l'hôtel de Salm et l'a entretenu, dit-on, sur un pied de 10 000 livres par jour. Il est en revanche peu probable qu'elle ait eu une liaison avec Barras comme l'affirme le livret de la célèbre opérette de Charles Lecocq, La Fille de madame Angot, où son personnage est un des rôles principaux. Elle donna également ses faveurs à un riche banquier de Hambourg, Hoppé, avec qui elle eut une fille, Anne-Élisabeth Palmyre, reconnue par son père en 1795. Elle eut enfin une liaison avec un autre fournisseur aux armées, Michel-Jean Simons, dont elle eut un fils en 1797. Le père reconnut l'enfant et épousa l'actrice. Mademoiselle Lange allait revenir au théâtre quand éclata le scandale de son portrait en Danaé (cf. infra), peint et exposé au salon de 1799 par Girodet (voy. ce nom). Devenue Mme Simons, elle mit un terme à sa carrière théâtrale.
Ruiné, Simons meurt en 1810 dans son château de Bossey en Suisse. Veuve et ruinée, menant une vie solitaire dans l'oubli et loin de ses admirateurs, enfin frappée de mélancolie, ses médecins lui avaient prescrit une cure en Italie ; mais son état empira, et elle mourut  à Florence en 1825 — ou en 1816 selon certains biographes[Lesquels ?].

## Le scandale du portrait deMademoiselle Lange en Danaé

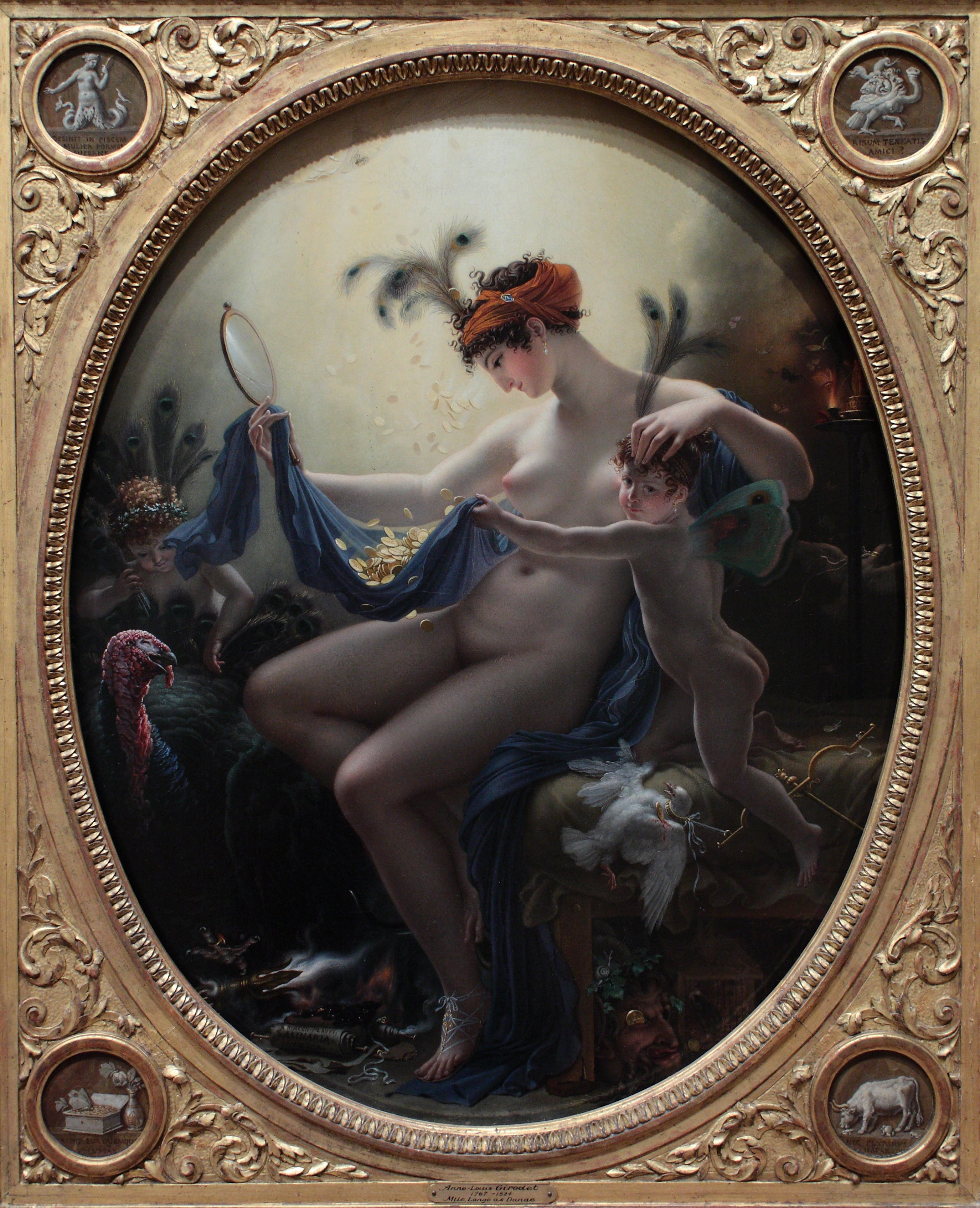
Anne-Louis Girodet, Mademoiselle Lange en Danaé (1799), Minneapolis Institute of Art.

Mademoiselle Lange fut la cause du célèbre scandale que provoqua le peintre Anne-Louis Girodet en la peignant sous les traits de Danaé. En effet, l'actrice n'ayant pas aimé un premier portrait qu'elle lui avait demandé de retirer du Salon de 1799, Girodet se vengea en le lui renvoyant lacéré et en exposant au Salon Mademoiselle Lange en Danaé, une toile réalisée en quelques jours, où elle est ouvertement dépeinte en prostituée : nue, elle recueille des pièces d'or dans une étoffe, tandis qu'un dindon paré de plumes de paon figure son mari Simons et qu'un de ses amants (Lieuthraud) est portraituré en masque grotesque, une pièce d'or enfoncée dans l'œil.

## Carrière à la Comédie-Française

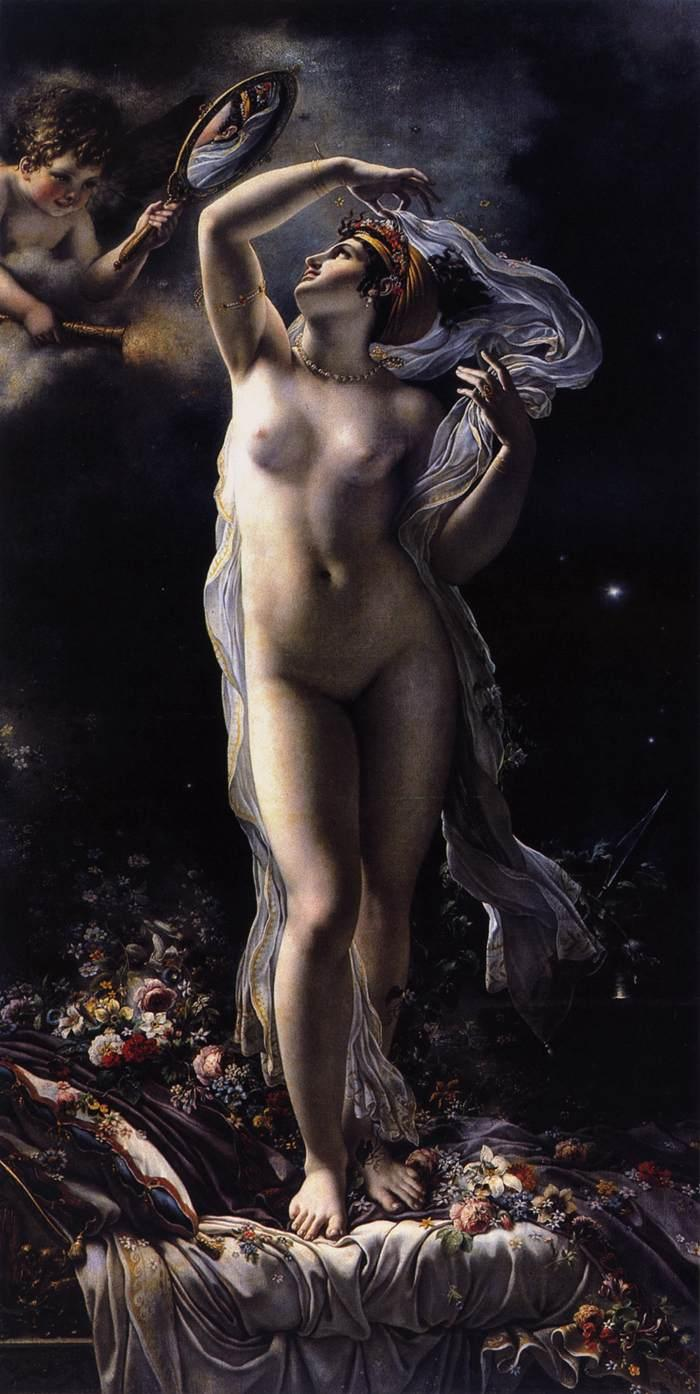
Anne-Louis Girodet, Mademoiselle Lange en Vénus (1798), musée des Beaux-Arts de Leipzig.

Entrée en 1788, elle est nommée 201e sociétaire en 1793.
- 1788 : L'Écossaise de Voltaire : Lindane
- 1788 : L'Amour exilé des Cieux d'Adélaïde-Gillette Dufrénoy, Comédie-Française : l'Amour
- 1788 : Le Barbier de Séville de Beaumarchais, Comédie-Française : Rosine
- 1789 : Auguste et Théodore d'Ernest de Manteufel : Caroline[5]
- 1789 : Éricie ou la Vestale de Joseph-Gaspard Dubois-Fontanelle, Comédie-Française : une prêtresse assistante
- 1789 :  L'Esclavage des nègres d'Olympe de Gouges, Comédie-Française : Mirza
- 1789 : Le Paysan magistrat de Jean-Marie Collot d'Herbois, Comédie-Française : Inès
- 1789 : Raymond V, comte de Toulouse de Michel-Jean Sedaine, Comédie-Française : une dame
- 1789 : La Comtesse d'Escarbagnas de Molière, Comédie-Française : Julie
- 1789 : Le Mariage de Figaro de Beaumarchais, Comédie-Française : Fanchette
- 1789 : Les Plaideurs de Jean Racine, Comédie-Française : Isabelle
- 1790 : Le Couvent de Pierre Laujon, Comédie-Française : Sœur Eugémie
- 1790 : Le Journaliste des ombres de Joseph Aude, Comédie-Française : Eugénie Calas
- 1790 : Le Souper magique de Pierre-Nicolas André-Murville, Comédie-Française : Ninon de Lenclos
- 1790 : Le Tombeau de Desilles de Desfontaines-Lavallée, Comédie-Française
- 1790 : Les Trois noces de Nicolas Dezède, Comédie-Française : Rose
- 1790 : L'Avare de Molière : Élise[6]
- 1790 : Athalie de Jean Racine, Comédie-Française : Zacharie
- 1793 : Le Vieux célibataire de Jean-François Collin d'Harleville : Laure
- 1793 : Les Femmes de Charles-Albert Demoustier, Comédie-Française : Eugénie
- 1793 : Paméla ou La Vertu récompensée de Nicolas François de Neufchâteau d'après Samuel Richardson : Paméla

## Iconographie

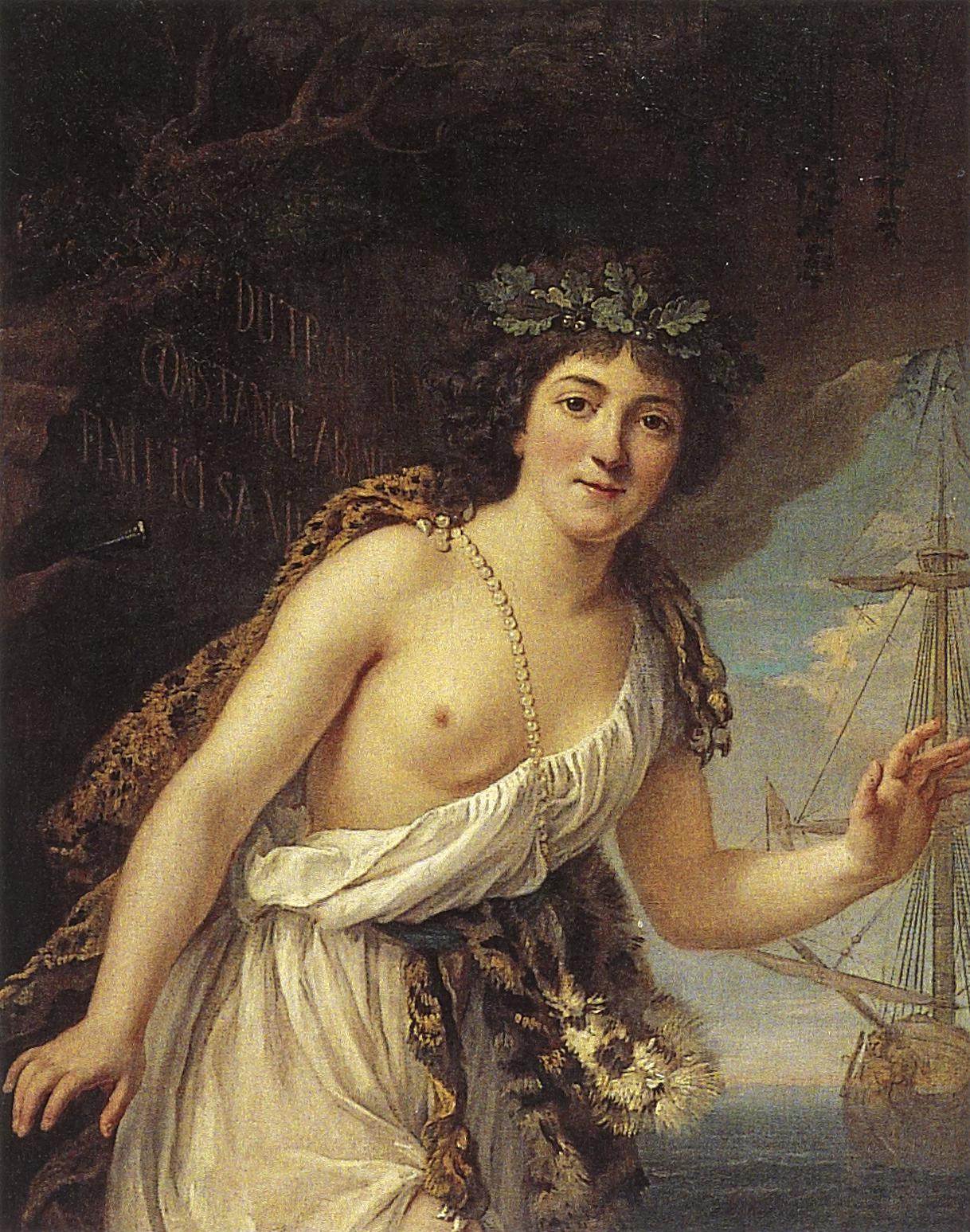
Jean-François Colson, Mademoiselle Lange en Sylvie dans la pièce de Collet L'Île déserte (1793), Paris, Comédie-Française.

- Jean-François Colson, Mademoiselle Lange en Sylvie dans la pièce de Collet L'Île déserte, Salon de 1793, huile sur toile, Paris, Comédie-Française.
- Thérèse Vincent de Montpetit, Mademoiselle Lange, de la Comédie-Française, 1794, huile sur toile ovale, collection privée.
- Anne-Louis Girodet, Mademoiselle Lange en Vénus, 1798, huile sur toile, musée des Beaux-Arts de Leipzig.
- Anne-Louis Girodet, Mademoiselle Lange en Danaé, dit aussi Danaé, fille d'Acrise, Salon de 1799, huile sur toile, Minneapolis Institute of Art.
- Lefebvre, Mme Simons, née Lange, localisation inconnue[réf. nécessaire].